# Rolands Štrobinders
Rolands Štrobinders (ur. 14 kwietnia 1992 w Talsi) – łotewski lekkoatleta specjalizujący się w rzucie oszczepem.
Czwarty zawodnik mistrzostw Europy juniorów (2011) oraz młodzieżowych mistrzostw Europy (2013).
Medalista mistrzostw Łotwy w różnych kategoriach wiekowych (m.in. srebro w mistrzostwach Łotwy seniorów w 2012) oraz reprezentant kraju w drużynowych mistrzostwach Europy.
Jego ojciec Mārcis Štrobinders także był oszczepnikiem, w 1992 startował na igrzyskach olimpijskich w Barcelonie.
Rekord życiowy: 85,07 (25 sierpnia 2017, Bad Köstritz).

## Osiągnięcia
| Rok  | Impreza                                | Miejsce          | Pozycja           | Wynik |
| ---- | -------------------------------------- | ---------------- | ----------------- | ----- |
| 2011 | Mistrzostwa Europy juniorów            | Tallinn          | 4. miejsce        | 75,71 |
| 2013 | III liga drużynowych mistrzostw Europy | Bańska Bystrzyca | 1. miejsce        | 79,14 |
| 2013 | Młodzieżowe mistrzostwa Europy         | Tampere          | 4. miejsce        | 78,71 |
| 2014 | Mistrzostwa Europy                     | Zurych           | el. – 16. miejsce | 76,16 |
| 2015 | I liga drużynowych mistrzostw Europy   | Heraklion        | 3. miejsce        | 77,07 |
| 2015 | Mistrzostwa świata                     | Pekin            | el. – 19. miejsce | 79,11 |
| 2016 | Mistrzostwa Europy                     | Amsterdam        | –                 | NM    |
| 2016 | Igrzyska olimpijskie                   | Rio de Janeiro   | el. – 28. miejsce | 77,73 |
| 2017 | II liga drużynowych mistrzostw Europy  | Tel Awiw         | 4. miejsce        | 75,59 |
| 2017 | Mistrzostwa świata                     | Londyn           | el. – 19. miejsce | 79,68 |
| 2018 | Mistrzostwa Europy                     | Berlin           | 11. miejsce       | 76,59 |
| 2019 | Mistrzostwa świata                     | Doha             | el. – 17. miejsce | 81,09 |
| 2021 | Puchar Europy w rzutach                | Split            | 11. miejsce       | 74,93 |
| 2022 | Puchar Europy w rzutach                | Leiria           | 6. miejsce        | 74,92 |
| 2022 | Mistrzostwa świata                     | Eugene           | el. – 15. miejsce | 79,39 |
| 2022 | Mistrzostwa Europy                     | Monachium        | 8. miejsce        | 77,10 |
| 2023 | Mistrzostwa świata                     | Budapeszt        | el. – 29. miejsce | 74,46 |
| 2024 | Mistrzostwa Europy                     | Rzym             | el. –             | NM    |
| 2025 | Puchar Europy w rzutach                | Nikozja          | –                 | NM    |